# Financiële markt
In de economie is een financiële markt een mechanisme dat mensen in staat stelt te handelen in financiële zekerheden (zoals effecten en obligaties), grondstoffen (zoals edele metalen of agrarische goederen), en andere gemakkelijk uitwisselbare zaken van waarde, dit tegen transactiekosten en tegen prijzen die de verwachtingen van beleggers omtrent de toekomstige kasstromen weerspiegelen.
Er bestaan zowel algemene markten (waar veel grondstoffen worden verhandeld) als ook gespecialiseerde markten (waar slechts één grondstof wordt verhandeld). Markten werken door het bij op één "plek" bij elkaar brengen van een groot aantal geïnteresseerde kopers en verkopers op een "plek", waardoor het voor koper en verkoper gemakkelijker wordt om elkaar te vinden (lage transactiekosten). Een economie die voornamelijk berust op de interactie tussen kopers en verkopers om de schaarse middelen te alloceren staat bekend als een markteconomie. Een markteconomie staat in contrast met een centraal geleide economie en tot een niet-markteconomie, zoals een gifteconomie.
In de financiering faciliteren de financiële markten:
- Het werven van kapitaal (in de kapitaalmarkten)
- De overdracht van risico (in de derivatenmarkten)
- Internationale handel (in de valutamarkten)
- Het matchen van zij die kapitaal willen met hen die kapitaal hebben.

In een typisch contract ondertekent een schuldenaar een schuldbekentenis waarin hij de schuldeiser belooft om het kapitaal terug te betalen. Deze kwitanties zijn zekerheden die meestal op een markt vrij verhandeld kunnen worden. In ruil voor het lenen van geld aan de schuldenaar, verwacht de schuldeiser een zekere compensatie in de vorm van rente of dividenden.
In de financiële wiskunde wordt het verloop van een effect vaak beschreven aan de hand van een stochastisch proces genaamd de brownse beweging. Dit is echter maar één mogelijke beschrijving en een vereenvoudiging van de realiteit. Er zijn tevens complexere beschrijvingen mogelijk.

## Voetnoten
1. ↑  Dit hoeft als gevolg van de technologische vooruitgang niet meer per definitie een fysieke plek te zijn, maar kan bijvoorbeeld ook een in zekere mate gereguleerd computernetwerk zijn